# Selección de rugby league de Rusia
La Selección de rugby league de Rusia representa a Rusia en competiciones de selecciones nacionales de rugby league. Su apodo es "los osos" y sus jugadores utilizan vestimenta blanca con tonos azules vivos. 
El ente encargado de la selección es la Russian Rugby League, que está afiliado a la Rugby League European Federation. El equipo ha clasificado en una ocasión a la Copa del Mundo de Rugby League en el año 2000, no logrando superar la fase de grupos.

## Plantel
| - Nikolai Zagoskin - Iustin Petrushka - Kirill Bozhko - Sergei Muntian - Kirill Kosharin - Petr Botnarash - Ivan Troitskii - Igor Abramov - Vladislav Lesnikov - Denis Tiulenev - Dmitrii Leskov - Aleksandr Lysokon - Alexandr Naumov - Dmitry Bratko - Viacheslav Eremin - Viktor Ariutkin - Andrey Kuznetsov - Ilia Danilov | - Pavel Mrachkovskii - Denis Chuprin - Igor Chupin - Boris Voloskov - Sergey Konstantinov - Sergei Zhigan - Anton Kuklin - Evgenii Orlov - Andrei Lavrushin - Andrei Perin - Nikita Kuznetsov - Dmitrii Tarasenkov - Aleskei Leonov - Egor Shustov - Ivan Kazantsev - Vsevolod Gusev |

## Palmarés
- European Shield
- Campeón (3): 2010, 2012/13, 2018

## Participación en copas
| - 1954 al 1995: sin participación - 2000 : fase de grupos - 2008 al 2017: no clasificó - 2021: no clasificó - 1995 : fase de grupos | - 2003 : 3° puesto grupo B - 2004 : 3° puesto grupo B - 2005 : 2° puesto grupo B - 2010 : Campeón (Oriente) - 2012/13 : Campeón - 2014/15 : 2° puesto - 2018 : Campeón - 2021 : 3° puesto |